# Platyproctus agraphopteron
Platyproctus agraphopteron är en insektsart som beskrevs av Bergevin 1932. Platyproctus agraphopteron ingår i släktet Platyproctus och familjen dvärgstritar. Inga underarter finns listade i Catalogue of Life.